# Ramnefjellsfossen
La cascada Ramnefjell o Ramnefjellsfossen (també coneguda com a Utigardsfossen o Utigordsfossen) és una cascada de Noruega, considerada la tercera cascada més alta del món en diverses publicacions no oficials. A més, a la base de dades de referència «The World Waterfall Database», que inclou també tots els salts d'aigua de menor importància i estacionals, es considera com l'onzena més alta. La cascada es troba a la muntanya Ramnefjellet, al municipi de Stryn, al comtat de Sogn og Fjordane, a uns 10 quilòmetres al sud-est dels llogarets de Loen i Olden.
La caiguda és alimentada per la glacera de Ramnefjellbreen, un braç de la gran glacera Jostedalsbreen. Després de la caiguda, l'aigua flueix cap al llac Lovatnet (10,49 km²). La caiguda és fàcilment accessible en vaixell, hidroavió o per carretera, i hi ha un càmping situat a poca distància des del qual es pot accedir per un sender a la base de la cascada. La caiguda total és de 818 metres, dividida en tres salts. A causa de l'escàs cabal d'aigua és una de les poques grans cascades de Noruega que no ha estat triada per generar energia hidroelèctrica.
La muntanya, Ramnefjellet, ha matat més de 100 persones com a conseqüència dels grans esllavissades de terra ocorreguts el 1905 i el 1936. Una fotografia del 2008 de les cataractes presa des del llac Lovatnet va ser inclosa en el fullet "Skywards" d'Emirates Airline.